# Youri Gilg
Youri Gilg (* 16. März 1970 in Le Mans, Sarthe) ist ein ehemaliger französischer Freestyle-Skier. Er startete in allen Disziplinen und hatte seine Stärken auf der Buckelpiste. Bei den Weltmeisterschaften 1991 gewann er Bronze in der Kombination. Seine jüngere Schwester Candice war ebenfalls als Freestyle-Skierin aktiv.

## Biografie
Youri Gilg nahm 1983 in Unterwasser und La Clusaz an den internationalen Jugendmeisterschaften im Skiballett teil. Im März 1987 gab er in La Clusaz sein Debüt im Freestyle-Skiing-Weltcup. Anfangs startete er fast ausschließlich im Ballett, konnte aber keine nennenswerten Ergebnisse erzielen. Bei den Weltmeisterschaften am Oberjoch musste er sich mit Ballett-Rang 28 begnügen. Noch in derselben Saison begann er, in allen Disziplinen zu starten und gewann nach Rang drei auf der Buckelpiste in Åre seine erste Kombination.
Seine erfolgreichste Saison hatte Gilg im Winter 1990/91. Nach einem Kombinationssieg in Zermatt gewann er zum Saisonende in Hundjället zum ersten und einzigen Mal einen Moguls-Weltcup. Im Gesamtweltcup musste er sich nur seinem Landsmann Éric Laboureix geschlagen geben. Bei den Weltmeisterschaften in Lake Placid gewann er mit den Rängen zehn, 20 und 25 in Moguls, Ballett und Aerials Bronze in der Kombination. Im folgenden Winter belegte er erneut Rang zwei im Gesamtweltcup, diesmal hinter Trace Worthington. Bei den Olympischen Spielen von Albertville wurde er sowohl auf der Buckelpiste als auch im Demonstrationswettbewerb im Ballett Neunter.
Nach zweieinhalbjähriger Pause kehrte er im Dezember 1994 in den Weltcup zurück. Nachdem er auf der Buckelpiste noch einmal einen Podestplatz erreicht hatte, kam er bei den Weltmeisterschaften in La Clusaz nicht über Platz 45 hinaus. Seinen letzten internationalen Wettkampf bestritt er im Januar 1996 beim Europacup in Garmisch.

## Erfolge

### Olympische Spiele
- Albertville 1992: 9. Moguls, 9. Ballett (Demonstrationswettbewerb)

### Weltmeisterschaften
- Oberjoch 1989: 28. Ballett
- Lake Placid 1991: 3. Kombination, 10. Moguls, 20. Ballett, 25. Aerials
- La Clusaz 1995: 42. Moguls

### Weltcupwertungen
| Saison  | Gesamt | Gesamt | Aerials | Aerials | Moguls | Moguls | Ballett | Ballett | Kombination | Kombination |
| Saison  | Platz  | Punkte | Platz   | Punkte  | Platz  | Punkte | Platz   | Punkte  | Platz       | Punkte      |
| ------- | ------ | ------ | ------- | ------- | ------ | ------ | ------- | ------- | ----------- | ----------- |
| 1988/89 | 30.    | 17     | –       | –       | 25.    | 44     | 25.     | 56      | 12.         | 15          |
| 1989/90 | 35.    | 16     | –       | –       | 19.    | 55     | 24.     | 41      | –           | –           |
| 1990/91 | 2.     | 47     | 45.     | 13      | 9.     | 154    | 15.     | 114     | 3.          | 111         |
| 1991/92 | 2.     | 33     | –       | –       | 5.     | 162    | 13.     | 105     | –           | –           |
| 1994/95 | 15.    | 84     | –       | –       | 8.     | 508    | 31.     | 80      | –           | –           |

### Weltcupsiege
Gilg errang im Weltcup 17 Podestplätze, davon 3 Siege:
| Datum             | Ort         | Land     | Disziplin   |
| ----------------- | ----------- | -------- | ----------- |
| 18. März 1989     | Åre         | Schweden | Kombination |
| 16. Dezember 1990 | Zermatt     | Schweiz  | Kombination |
| 23. März 1991     | Hundfjället | Schweden | Moguls      |